# 駐菲律賓臺北經濟文化辦事處
駐菲律賓台北經濟文化辦事處 （英語：Taipei Economic and Cultural Office in the Philippines），是中華民國在菲律賓的代表處。兩者間無正式外交關係，但該機構在實務運作上相當於實質大使館。

## 歷史
1975年6月，中華民國與菲律賓斷交，同年8月互設代表機構處理雙邊關係。
1989年，代表機構更名為駐菲律賓臺北經濟文化辦事處。